# Törökország az 1936. évi téli olimpiai játékokon
Törökország a németországi Garmisch-Partenkirchenben megrendezett 1936. évi téli olimpiai játékok egyik részt vevő nemzete volt. Az országot az olimpián 2 sportágban 6 sportoló képviselte, akik érmet nem szereztek. Törökország először vett részt a téli olimpiai játékokon.

## Alpesisí
Férfi
| Versenyző            | Versenyszám | Lesiklás | Lesiklás | Lesiklás | Műlesiklás | Műlesiklás | Műlesiklás | Műlesiklás | Műlesiklás | Műlesiklás | Műlesiklás | Összesítés | Összesítés |
| Versenyző            | Versenyszám | Lesiklás | Lesiklás | Lesiklás | 1. futam   | 1. futam   | 2. futam   | 2. futam   | Össz.      | Össz.      | Össz.      | Összesítés | Összesítés |
| Versenyző            | Versenyszám | Idő      | Pont     | Hely.    | Idő        | Hely.      | Idő        | Hely.      | Idő        | Pont       | Hely.      | Pont       | Helyezés   |
| -------------------- | ----------- | -------- | -------- | -------- | ---------- | ---------- | ---------- | ---------- | ---------- | ---------- | ---------- | ---------- | ---------- |
| Nazım Aslangil       | Összetett   | 13:56,8  | 34,35    | 57.      | kizárták   | kizárták   | kiesett    | kiesett    | kiesett    | kiesett    | kiesett    | kiesett    | kiesett    |
| Reşat Erceş          | Összetett   | 22:44,4  | 21,06    | 60.      | nem indult | nem indult | kiesett    | kiesett    | kiesett    | kiesett    | kiesett    | kiesett    | kiesett    |
| Mehmut Şevket Karman | Összetett   | 14:29,2  | 33,06    | 59.      | nem indult | nem indult | kiesett    | kiesett    | kiesett    | kiesett    | kiesett    | kiesett    | kiesett    |
| Ülker Pamir          | Összetett   | 14:18,4  | 33,48    | 58.      | kizárták   | kizárták   | kiesett    | kiesett    | kiesett    | kiesett    | kiesett    | kiesett    | kiesett    |

## Sífutás
| Versenyző                                                  | Versenyszám     | Eredmény      | Helyezés      |
| ---------------------------------------------------------- | --------------- | ------------- | ------------- |
| Mehmut Şevket Karman                                       | 18 km           | 2:09:36       | 72.           |
| Cemal Tigin                                                | 18 km           | nem ért célba | nem ért célba |
| Reşat Erceş Sadri Erkılıç Cemal Tigin Mehmut Şevket Karman | 4 × 10 km váltó | nem ért célba | nem ért célba |